# Raninoidea
Raninoidea é uma superfamília de crustáceos braquiuros, que constitui o único agrupamento taxonómico da secção Raninoida. Os caranguejos pertencentes a esta superfamília são caracterizados pela presença de um abdómen que não se dobra por debaixo do tórax. O agrupamento inclui 46 espécies extantes e cerca de 200 espécies conhecidas apenas do registo fóssil.

## Taxonomia
A superfamília Raninoidea contém as seguintes famílias:
- †Camarocarcinidae Feldmann, Li & Schweitzer, 2007
- †Cenomanocarcinidae Guinot, Vega & Van Bakel, 2008
- Raninidae
- Symethidae

O Catalogue of Life lista para a superfamília Raninoidea apenas 11 espécies extantes, repartidas pelas seguintes famílias:

| Raninoidea | \| \| Raninidae \| \| \| \| \| \| Symethidae \| \| \| \| |
|            | \| \| Raninidae \| \| \| \| \| \| Symethidae \| \| \| \| |
|            | Raninidae                                                |
|            |                                                          |
|            | Symethidae                                               |
|            |                                                          |